# Trattato di Melfi

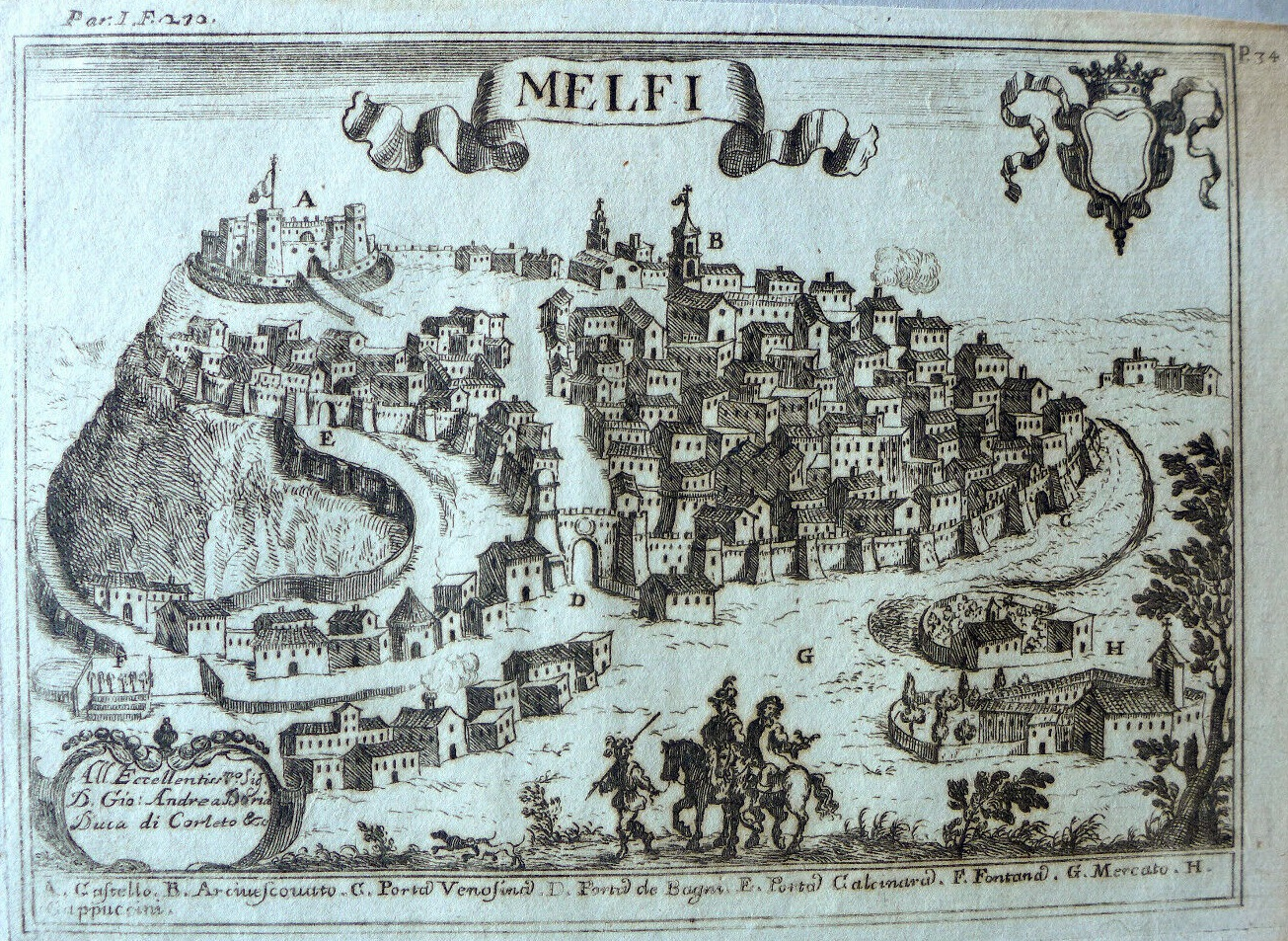
Antica stampa di Melfi, sede del Trattato.

Il trattato di Melfi fu un accordo stipulato da papa Niccolò II con Roberto d'Altavilla, capo della Contea di Puglia, e con Riccardo I di Aversa, signore di Genzano e conte di Aversa.
Il trattato venne sottoscritto il 24 giugno 1059, in preparazione del concilio di Melfi I, e fu reso operativo dal successivo concordato di Melfi.

## L'alleanza tra Chiesa e Normanni
Dopo la guerra, conclusasi con la sconfitta del Papa nella battaglia di Civitate (1053), iniziò la politica di alleanza fra la Santa Sede, impegnata nella lotta per le investiture, ed i Normanni, interessati a vedere legittimate le proprie posizioni. L'atto sancì i rapporti tra il Pontefice e le due casate, che lo sostennero nella lotta contro l'antipapa Benedetto X.
Il Papa riconobbe i possedimenti conquistati, legittimò il dominio delle terre assoggettate e concesse l'investitura anche per i territori della penisola italiana che erano ancora in mano ai bizantini, ai longobardi ed ai musulmani.

## Il riconoscimento ufficiale delle casate Altavilla e Drengot

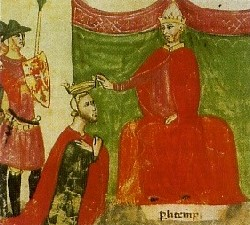
A seguito del trattato di Melfi, il papa Niccolò II, durante il primo concilio di Melfi, nomina Roberto il Guiscardo duca di Puglia e Calabria.
Nota: poiché il Guiscardo risultò vincitore, nell'iconografia è in evidenza la casata Altavilla e viene oscurata la rivale Drengot Quarrel.

Niccolò II nominò conte di Aversa Riccardo I della casata Drengot Quarrel, principe di Capua e riconobbe Roberto il Guiscardo, della casata Altavilla, che dichiarò di essersi convertito al cristianesimo, l'elevamento della contea di Puglia a ducato di Puglia e gli conferì il titolo di duca di Puglia, Calabria e Sicilia.
Si costituirono due stati normanni indipendenti e le relative casate si legarono in maniera diretta alla Santa Sede. Il Pontefice confermò, così, il dominio feudale della Chiesa da Capua fino alla Trinacria.
Il Papa, per sostenere la sua sovranità e giustificare l'esercizio del potere temporale, rivendicò il diritto alla signoria feudale del sud della penisola e della Sicilia, sulle basi della donazione da parte dei re carolingi ed esibì il documento della donazione di Costantino, che si rivelerà falso.
Niccolò II riconobbe come vassalli Riccardo I Drengot ed i fratelli Roberto e Ruggero I d'Altavilla. Essi ottennero per loro e le proprie famiglie il titolo di vassalli della Chiesa, con un'investitura rivoluzionaria, perché solo l'Imperatore disponeva dei titoli.
Il Pontefice ottenne la sottomissione, l'appoggio politico e l'impegno dei capi normanni a rispettare e sostenere con le armi i decreti sull'elezione dei futuri pontefici. Essi si impegnarono a proteggere la Chiesa dalle interferenze dell'Impero di Germania nelle stesse elezioni ed a garantire che esse avvenissero secondo le norme del concilio.
I sovrani si impegnarono inoltre a versare alla Santa Sede un tributo annuo di dodici soldi di Pavia per ogni coppia di buoi presenti nei loro domini e per ogni iugero di terra ecclesiastica di propria pertinenza, nonché a fornire truppe al Pontefice; infine giurarono su Dio e sul Vangelo che sarebbero stati alleati del Papa contro qualsiasi avversario, promettendo di non avanzare in guerra senza l'autorizzazione del Capo della Chiesa.
Il trattato di Melfi precedette il primo concilio di Melfi e si concluse con il concordato di Melfi.
Ecco uno schema riassuntivo dei tre avvenimenti:
| Tipo di accordo         | Partecipanti (oltre al Papa)                                              | Date di svolgimento | Provvedimenti principali                                                                                          |
| Trattato di Melfi       | Roberto di Altavilla, Riccardo I di Aversa                                | 24 giugno 1059      | Niccolò II nomina Riccardo I principe di Capua e Roberto il Guiscardo duca di Puglia, Calabria e Sicilia.         |
| Primo concilio di Melfi | Desiderio di Montecassino - Ildebrando di Soana - Umberto di Silvacandida | 3 - 25 agosto 1059  | Riconoscimento delle casate normanne Altavilla e Drengot.                                                         |
| Concordato di Melfi     | Roberto di Altavilla, Riccardo I di Aversa                                | 23 agosto 1059      | Al Pontefice rimane la città di Benevento, con i territori entro 10 miglia; alla casa Altavilla va il principato. |